# 黑牙姑娘
《黑牙姑娘》是流传在云南文山州的一则壮族民间故事，叙说“饰齿”风俗的来历。
故事里说，从前有个土司十分荒淫好色。他听说达戛这个地方，有个叫阿婷的壮家女，长得十分漂亮，便带兵丁去看，把全村寨的人都召集拢来，但就是不见阿婷到场。原来阿婷得知土皇要来，便躲进深山里去。在睡梦中，一位白发药仙对她说:要避过这场灾难，就得嚼黑子把牙齿染黑；牙齿虽黑，心地洁白，这样，土司就不会要了，但小伙们正喜欢这样的姑娘。阿婷醒来后，照着去做，把两排牙齿都染得漆黑发亮了。
土司因找不到阿婷，扬言要饿死和冻死全村寨的人。这时，阿婷来了，她走到土皇的面前站着。土司见她如此美貌，高兴得眉飞色舞。他要阿婷对他笑一笑。阿婷便朗声大笑起来，露出黑得发亮的两排牙齿。这就把土司吓跑了。从此以后，达戛一带的壮家姑娘，也都喜欢效仿阿婷，采摘黑子来染牙齿，还说牙齿愈黑心愈白。